# Hollaback Girl
"Hollaback Girl"은 미국의 가수 그웬 스테파니의 데뷔 앨범 Love. Angel. Music. Baby.에 수록된 노래이다. 이 노래는 1980년대 댄스와 팝 음악에서 영향을 받았다. 작곡은 그웬 스테파니, 페렐 윌리엄스, 채드 휴고가 맡아 진행했다.
"Hollaback Girl"은 2005년 3월 앨범의 세 번째 싱글로 발매되고 나서 거의 대부분의 차트 10위권에 진입하며 그 해 가장 인기있는 노래 중 하나였다. 이 노래는 빌보드 핫 100에서 1위를 하며 스테파니의 첫 1위 싱글이 되었고, 미국에서 처음으로 디지털 다운로드 100만 건을 넘겼다. 또한 오스트레일리아에서도 1위를 했다. "Hollaback Girl"은 제48회 그래미 상 최우수 여자 팝 보컬 퍼포먼스를 포함한 다양한 시상식 후보로 올랐다. 앨범에는 붙어있지 않지만, CD 싱글에는 "부모의 조언이 필요함" 표시가 붙어있다.

## 상업적 성과
"Hollaback Girl"의 뮤직비디오는 2005년 3월 21일 공개되었지만, 북미를 기준으로 공식적인 라디오 공개는 2주 늦은 2005년 4월 2일 공개했다. 발매가 되자 2005년 4월 2일자 빌보드 핫 100 82위로 데뷔했다. 6주 후, 빌보드 핫 100 1위로 올라 그웬의 첫 1위곡이 되었으며, 2005년 가장 빨리 상승한 싱글이였다. 1위 오른 후 4주 동안 정상을 지켰다. 이후 빌보드 핫 100에서 31주 동안 차트에 존재했었고, 29주 동안에는 50위권에 존재했다. 2005년 연말차트에서는 머라이어 캐리의 "We Belong Together"에 이은 2위를 차지했다.

## 트랙 리스트
- 유러피안 CD 싱글

1. "Hollaback Girl" (Album Version) – 3:20
2. "Hollaback Girl" (Hollatronix Remix by Diplo) – 2:17

- 유러피안 CD 맥시 싱글

1. "Hollaback Girl" (Album Version) – 3:20
2. "Hollaback Girl" (Hollatronix Remix by Diplo) – 2:17
3. "Hollaback Girl" (Instrumental) – 3:20
4. "Hollaback Girl" (Video) – 3:20

- 미국 12" 싱글

A1. "Hollaback Girl" (Dancehollaback Remix featuring Elan) – 6:53
A2. "Hollaback Girl" (Dancehollaback Remix Clean featuring Elan) – 6:52
A3. "Hollaback Girl" (Dancehollaback Remix Radio featuring Elan) – 4:02
B1. "Hollaback Girl" (Hollatronic Remix) – 2:43
B2. "Hollaback Girl" (Dancehollaback Remix Instrumental) – 6:50
B3. "Hollaback Girl" (Dancehollaback Remix A Capppella) – 6:19

## 차트
| 차트 (2005)                     | 최고 순위 |
| ------------------------------- | --------- |
| 오스트리아 싱글 차트            | 1         |
| 오스트리아 싱글 차트            | 5         |
| 벨기에 싱글 차트 (플랑드르)     | 6         |
| 벨기에 싱글 차트 (왈로니아)     | 16        |
| 캐나디안 핫 100                 | 12        |
| 덴마크 싱글 차트                | 5         |
| 네덜란드 탑 40                  | 8         |
| 유러피안 핫 100 싱글            | 5         |
| 핀란드 싱글 차트                | 8         |
| 프랑스 싱글 차트                | 17        |
| 독일 싱글 차트                  | 3         |
| 헝가리 싱글 차트                | 23        |
| 아일랜드 싱글 차트              | 4         |
| 이탈리아 싱글 차트              | 6         |
| 뉴질랜드 싱글 차트              | 3         |
| 노르웨이 싱글 차트              | 6         |
| 스웨덴 싱글 차트                | 7         |
| 스위스 싱글 차트                | 6         |
| 영국 싱글 차트                  | 8         |
| 미국 빌보드 핫 100              | 1         |
| 미국 빌보드 핫 알앤비/힙합 송   | 8         |
| 미국 빌보드 팝 송               | 1         |
| 미국 빌보드 핫 댄스 클럽 플레이 | 15        |

| 국가           | 인증     |
| -------------- | -------- |
| 오스트레일리아 | 플래티넘 |
| 뉴질랜드       | 골드     |
| 미국           | 플래티넘 |

| 차트 (2005)                 | 순위 |
| --------------------------- | ---- |
| 오스트레일리아 싱글 차트    | 21   |
| 오스트리아 싱글 차트        | 39   |
| 벨기에 싱글 차트 (플랑드르) | 44   |
| 벨기에 싱글 차트 (왈로니아) | 67   |
| 네덜란드 Top 40             | 54   |
| 유러피안 핫 100 싱글        | 44   |
| 독일 싱글 차트              | 41   |
| 뉴질랜드 싱글 차트          | 19   |
| 스웨덴 싱글 차트            | 29   |
| 스위스 싱글 차트            | 34   |
| 미국 빌보드 핫 100          | 2    |

| 차트 (2000–09)     | 순위 |
| ------------------ | ---- |
| 미국 빌보드 핫 100 | 41   |